# Myx
Myx est une chaîne de télévision musicale philippine appartenant à ABS-CBN Corporation.

## Programmes
- MYX Backtrax
- MYX Versions
- Rock MYX
- My MYX
- Take 5
- Star MYX
- Pinoy Rock MYX
- MYX Sure-Fire Hits
- Pinoy MYX
- Pop MYX
- Mellow MYX
- Radio MYX
- MYX Daily Top 10
- MYX Hit Chart
- Pinoy MYX Countdown
- MYX International Top 20
- MYX Mobile Top Picks
- Pop MYX K-Pop Edition
- MYX News
- MYX Live!
- MYX Tugtugan
- Wer U At?
- MYX Presents
- MYXellaneous
- MYX 3 on 3
- Urban MYX
- MYX Premiere

## Cérémonies
- MYX Music Awards
- MYX VJ Search
- Summer MYX Fest
- MYX Slam Jam
- Mnet Asian Music Awards
- MYX Mo!

## Chaînes internationales
- Myx TV (États-Unis)